# Rijcklof van Goens
Rijcklof Volckertsz. van Goens (Rees, 24 juni 1619 – Amsterdam, 14 november 1682) maakte een bliksemcarrière bij de Vereenigde Oostindische Compagnie (VOC) en was van 1659-1672 gouverneur van Ceylon en van 1678 tot 1681 gouverneur-generaal van de VOC. Van Goens, die vooral bekendstond als een uitstekend militair, was ook een handige diplomaat en kenner van de Maleise cultuur. Met zijn agressieve politiek op Ceylon en de Malabarkust had hij beperkt succes, want het sturen van nog meer troepen was niet op te brengen. De VOC-secretaris Pieter van Dam was bezorgd en geërgerd over de geldverslindende militaire campagnes van Van Goens, die nooit het door hem voorgespiegelde geldelijke voordeel hadden opgeleverd.

## Biografie

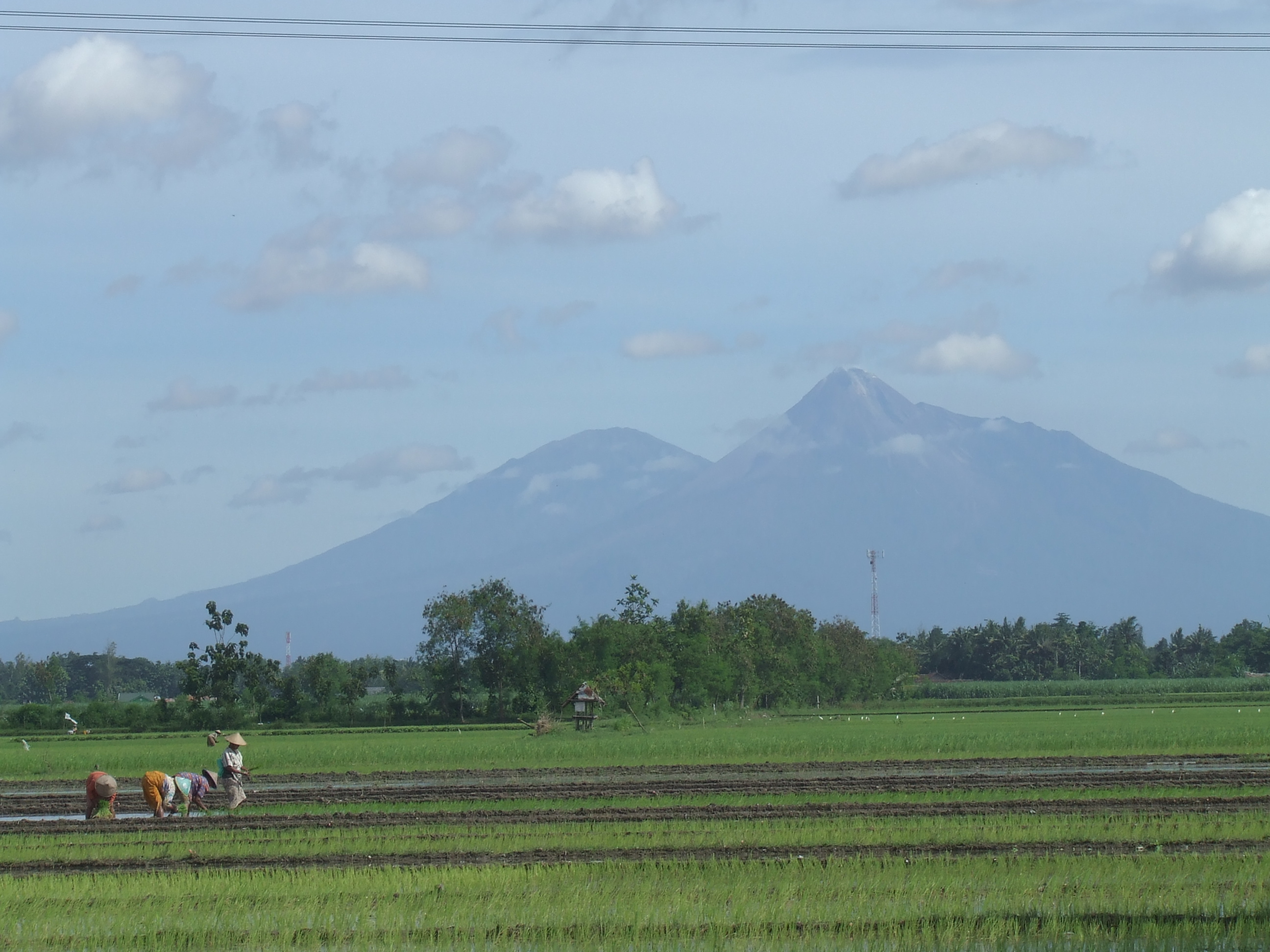
De vulkanen Merapi en de Merbabu, de laatste probeerde Van Goens te bestijgen

Rijcklof van Goens was van Oost-Friese afkomst. De familie stamt waarschijnlijk uit Gödens. Zijn vader Volckert Boukes (1572-1629) diende in het Staatse leger en was gelegerd in Rees bij Kleef; zijn moeder Hillegond Jacobsdr kwam uit Franeker. Zijn oom, geboren in Emden omstreeks 1580, was al in 1624 in Oost-Indië en trouwde vervolgens met een medepassagier. Hij haalde zijn broer over om in dienst te gaan bij de VOC kamer te Amsterdam. Volckert van Goens is benoemd als commandeur over een compagnie soldaten. In gezelschap van zijn ouders verliet Van Goens in oktober 1628 Texel met het schip Buren en kwam op 10 juli 1629 in Batavia aan. Een maand later werd de stad belegerd door de Mataram. Zijn ouders kwamen binnen een jaar na elkaar te overlijden en Rijcklof is in de twee daaropvolgende jaren opgevoed door zijn oom Boycke.

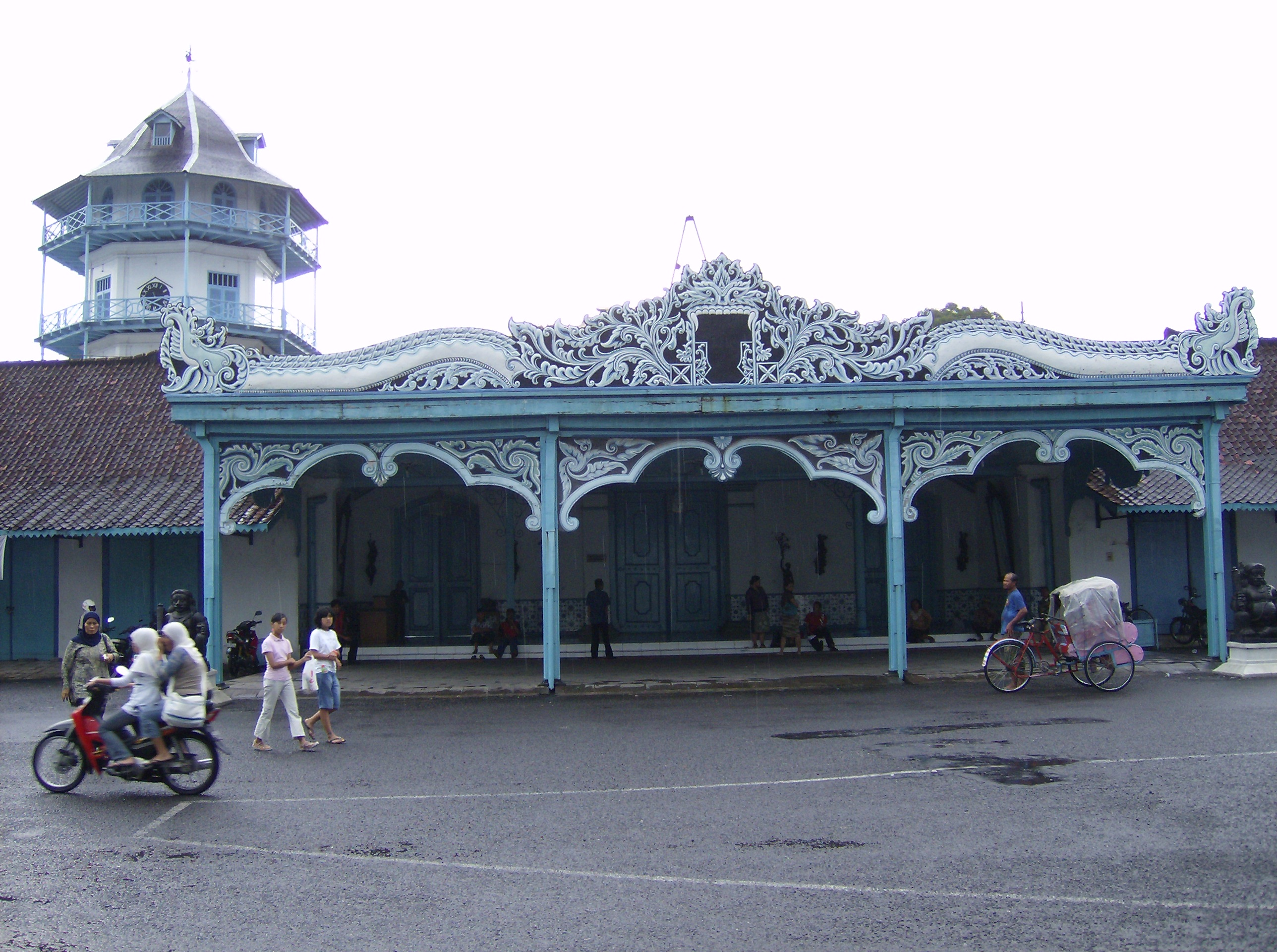
Hernieuwde kraton in Surakarta uit 1740, maar met toren

Na een driejarig verblijf aan de Coromandelkust werd hij op 1 september 1634 assistent in de pakhuizen te Batavia. In 1639 werd hij onderkoopman, in 1640 trouwde hij met een weduwe, destijds niet ongebruikelijk, om zich een betere uitgangspositie te verwerven. Als koopman ging hij van juli tot december 1644 naar Palembang, in 1645 werd hij hoofd van het soldijkantoor, in 1647 en 1648 naar Djambi, waar de peper goedkoop was, maar ook de Engelsen handel dreven.  In 1649/50 ging hij naar het Koninkrijk Ayutthaya op inspectie. In de factorij werd geknoeid met de boekhouding, er werd door Hollanders een schip gebouwd, maar niet in opdracht van de VOC; de Chinezen smokkelden en de Japanners ontdoken het VOC-monopolie op de uitvoer van huiden. Tussen 1648 en 1654 maakte hij vijf maal een gezantschapsreis naar Plered, de hofstad van Amangkurat I, de soesoehoenan van Mataram om de aanvoer van rijst en hout veilig te stellen. De eerste keer was hij secretaris, de andere keren gezant. De achterdochtige Amangkurat liet zich in het kraton (paleis) bewaken door 10.000 vrouwen en hield ontvangst in een toren. Bij zijn voorlaatste bezoek had Van Goens een speeldoos en twee goochelaars meegebracht. De behoefte aan rijst in Batavia en op de specerijeneilanden was groot; de magazijnen waren leeg. De soesoehoenan was geïnteresseerd in Hollands geschut.
In 1649 werd hij lid van de Raad van Justitie, in 1650 buitengewoon raad van Indië, en in 1651 eerste opperkoopman; in 1653 was hij president van de Weeskamer. Op 20 september 1653 werd hij commissaris en commandeur op Ceylon en is door Joan Maetsuycker bevorderd tot gewoon raad. In 1653 gelukte het Van Goens de Portugezen met een list uit Negombo te lokken en de haven van Colombo te blokkeren. De wapenstilstand met Portugal werd niet verlengd en in 1654 maakte hij in twee overwinningen vijf Portugese schepen buit, op terugreis van Suratte. Bij zijn laatste bezoek aan Mataram probeerde hij in een geheime opdracht de soesoehoenan op te zetten tegen Makassar.
In januari 1655 vertrok hij als admiraal van de retourvloot naar patria. Acht maanden later kwam hij op Texel aan. In zijn verslag aan de Staten-Generaal en de Heren XVII legde hij de nadruk op de verovering van Ceylon. Hij vond dat het eiland een betere ligging had dan Batavia. In zijn Javaense Reise beschreef hij voor de Heren XVII het despotische bestuur van Mataram, de belangrijke positie van de vrouwen aan het hof, het tropische landschap, en de ondoorgrondelijkheid van de Javaan. Het verslag was geschreven op basis van de zakelijke dagregisters van zijn gezantschapsreizen. Het werd in 1666 anoniem uitgegeven als Javaense Reyse, Gedaen van Batavia over Samarangh Na de Konincklijcke Hoofd-plaets Mataram, Door de Heere N.N. in den Jare 1656. Het werd door Pieter van Dam enigszins bewerkt opgenomen in zijn Beschrijvinge van de Oostindische Compagnie in 1701.

## Terugkeer naar Azië, veroveringen in India

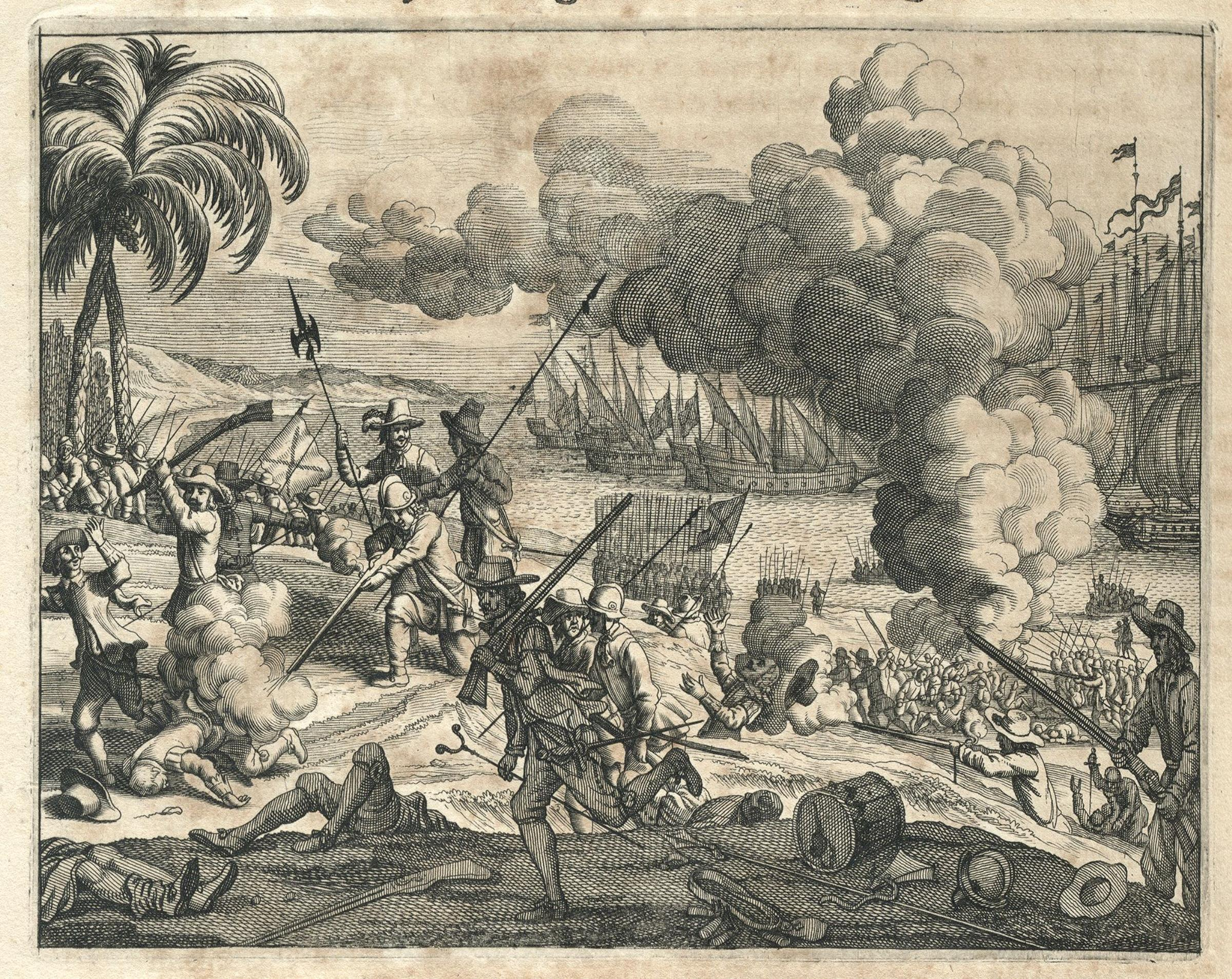
De VOC verovert het eiland Mannar op de Portugezen, onder leiding van Van Goens in 1658.

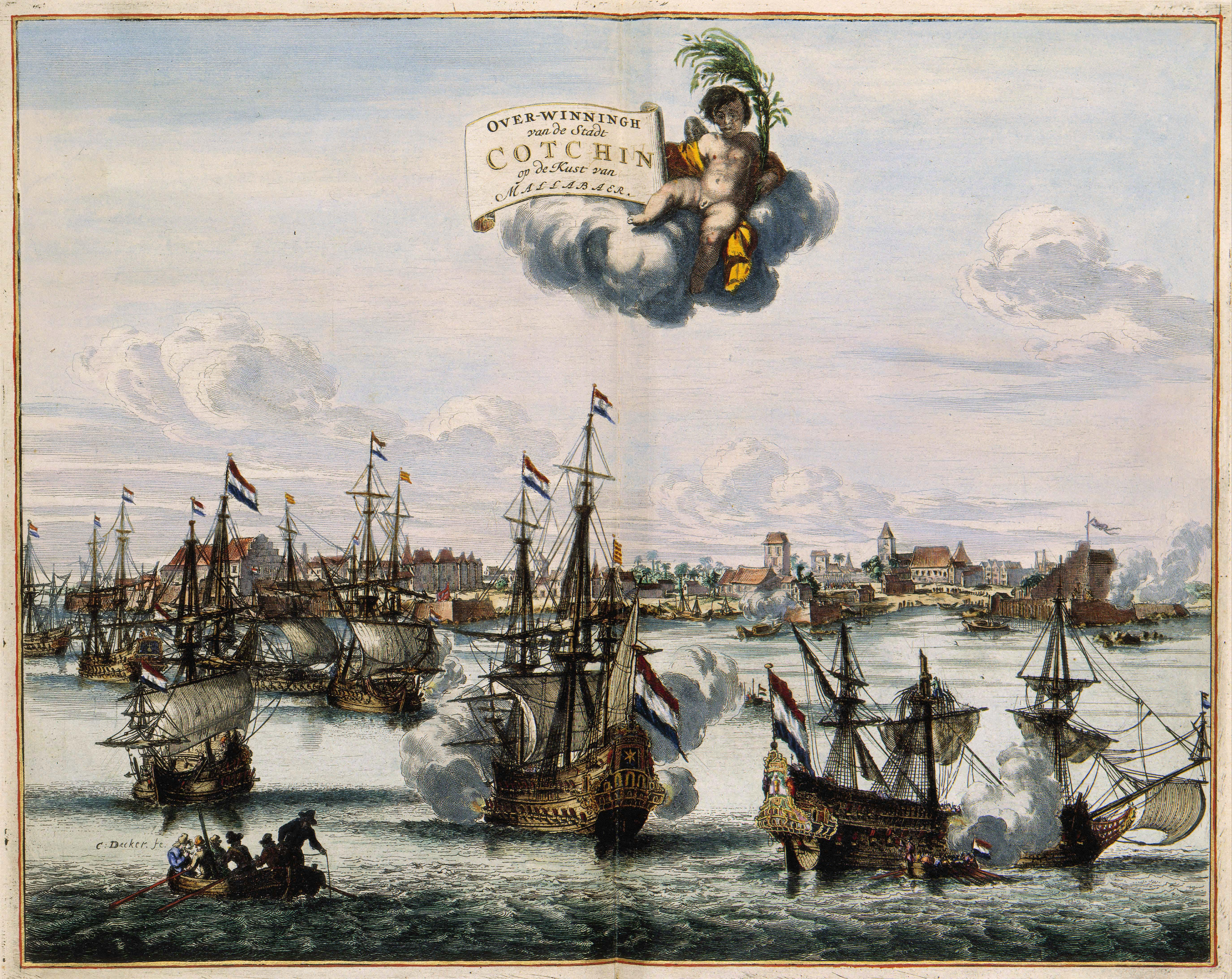
In 1663 veroveren de VOC de stad Cochin op de Portugezen. (Coenraet Decker, 1682)

Bij zijn terugkeer naar Azië was Van Goens twee maanden als commissaris aan de Kaap de Goede Hoop werkzaam, waar Jan van Riebeeck gouverneur was. In juli 1657 arriveerde hij in Batavia, om in september te vertrekken naar de "Westerkwartieren" - de VOC-bezittingen in  India - in de functie van commissaris, admiraal en veldoverste. Hij veroverde Jaffna in Ceylon en Tuticorin en Nagapattinam aan de Coromandelkust op de Portugezen.
In december 1661 veroverde hij met 4.000 man Quilon op de Portugezen en belegerde in de daarop volgende dagen Cranganore. Van Goens werd verwelkomd door de samorijn en andere Malabaarse vorsten, die ook wel af wilden van de Portugezen. In 1662 deed hij een poging Cochin, het centrum van de specerijenhandel, te veroveren. Onder hem diende onder andere, als vaandrig, Hendrik Adriaan van Reede tot Drakestein, de latere commissaris-generaal. Deze toonde zich dermate dapper en bekwaam dat Van Goens hem tot kapitein bevorderde en hem tot zijn protegé maakte. Ook van de partij waren IJsbrand Godske en Adriaan Roothaes, de gaande en de komende commandeur van Galle. Van Goens werd bij deze belegering bijna door een kogel getroffen, die afketste op een gouden haak van zijn hoed. Vanwege de moessonregen werd echter de aftocht geblazen. Op 7 januari 1663 veroverde hij Cochin alsnog; nadat een bres in de muren was geschoten bestormden de VOC-troepen de stad. Jacob Hustaert, vice-bevelhebber van de vloot, veroverde met vier schepen ook Cananoor (het huidige Kannur). Alle Portugezen, van krijgsgevangenen tot vrije burgers, werden gedeporteerd naar Europa of gesommeerd naar Goa te vertrekken. Hiermee kwam een eind aan meer dan anderhalve eeuw aanwezigheid van de Portugezen op de Malabarkust.

## Gouverneur van Ceylon
In 1662 volgde hij Adriaan van der Meijden op als gouverneur van Ceylon. Na korte tijd vertrok hij echter weer naar Batavia omdat zijn vrouw niet naar Ceylon wilde komen. Jacob Hustaert volgde hem toen op. Een jaar later wilde hij toch weer aan de slag als gouverneur, zodat hij begin 1665 het roer weer overnam van Hustaert. Van Goens vond Ceylon en Zuid-India geschikter als basis voor de VOC dan Java. Hij voerde daarom een expansionistisch beleid dat gericht was op het verkrijgen van de controle over zowel de handel als het territorium van heel Ceylon. In het binnenland bevond zich het koninkrijk van Kandy, waar een opstand was uitgebroken tegen de vorst, Raja Singha II. Van Goens wilde hiervan gebruik maken. De Raad in Batavia was tegen zijn plannen maar de Heren XVII steunden hem, zodat Van Goens vaak direct met hen communiceerde in plaats van met de Raad. Na 1670 voerde Raja Singha echter een succesvolle oorlog tegen de VOC en werd zij verdreven uit eerder veroverde posities in het binnenland. De Heren XVII namen toen de lijn van de Raad in Batavia over, gezien de hoge militaire kosten en de verstoorde handel in Ceylon, en aan de andere kant de successen in de oostelijke archipel, waar bijvoorbeeld Makassar veroverd was. Ook de aanval op de Republiek van de Fransen, Engelsen en Duitsers in het rampjaar 1672 maakte het onverstandig om meer militaire middelen naar Azië te sturen.
Van Goens moest in Ceylon zijn eerste twee echtgenotes begraven, in de kerk in het fort van Colombo. Zijn tweede vrouw, Esther de Solemne, weduwe van Dirck van Adrichem, stierf nog geen jaar na hun huwelijk in het kraambed na de bevalling van een dochter. Hun graf bevindt zich tegenwoordig in de Wolvendaalsche kerk in Colombo.
In 1671 stuurde hij de jonge soldaat Henricus van Bijstervelt, die zich als vrijwilliger had aangemeld, naar Kandy, om Raja Singha brieven te overhandigen en door hem vastgehouden krijgsgevangenen en eerdere gezanten vrij te krijgen. Dat laatste lukte niet, maar toen Van Bijstervelt na 8 maanden terugkeerde schreef hij een rapport dat de VOC belangrijke inzichten over het hof van Kandy verschafte. 

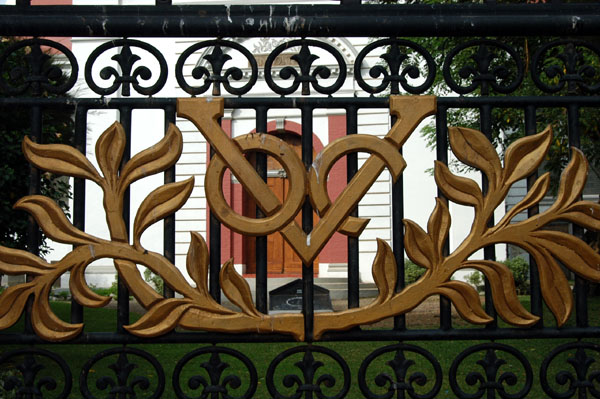
VOC logo in het hek van de Wolvendaalkerk.

In 1672 leverde hij succesvol strijd met een Franse oorlogsvloot, de Escadre de Perse, die in Trincomalee aan de oostkust een poging deed een basis te stichten voor de pas door Colbert opgerichte Franse Oost-Indische Compagnie.

## Gouverneur-Generaal
In 1675 volgde zijn zoon, Rijcklof van Goens de Jonge, hem op als gouverneur, en vertrok hij naar Batavia, waar de Heren XVII hem als directeur-generaal benoemd hadden, als tweede man onder gouverneur-generaal Maetsuycker. Na diens dood in 1678 werd hij zelf gouverneur-generaal. Dit stelde hem in staat om samen met zijn zoon het agressieve beleid in Ceylon voort te zetten. De Heren XVII wensten de controle op Ceylon echter te beperken tot de kaneellanden langs de kust. Ceylon en Malabar waren voor hen inmiddels 'twee zeer dure stiefkinderen' die de Compagnie zouden kunnen doen 'bezwijken onder het gewicht van hun onkosten'.
De kritiek op Van Goens kwam vooral van de advocaat van de VOC, Pieter van Dam, die weer vooral gevoed werd door Van Reede. Van Reede was op voordracht van Van Goens benoemd tot commandeur van Malabar, maar viel daarna niet meer onder Van Goens maar direct onder de Raad in Batavia. Dit was het begin van een vete tussen beide mannen. Het feit dat Van Reede van adel was en Van Goens van eenvoudige komaf zal daaraan niet vreemd zijn geweest.
Van Goens beschuldigde Van Reede van geldverspilling aan te grote fortificaties, residenties, hoftuinen en het toelaten van vrijhandel. Toen Van Reede in 1677 als commissaris-generaal Ceylon inspecteerde betoogde hij in zijn rapport dat de expansionistische en monopolistische plannen van Van Goens tot mislukken gedoemd waren omdat Raja Singha onderschat werd en vanwege de hoge kosten die de oorlog en daarna het bestuur over zo'n groot gebied met een vijandig gezinde bevolking met zich mee zou brengen.
In 1679 benoemden de Heren XVII Rijcklof van Goens de Jonge als lid van de Raad van Indië in Batavia, ondanks een verzoek van zijn vader om hem als gouverneur van Ceylon aan te houden. Hiermee kwam een eind aan een periode van zo'n 20 jaar waarin vader en zoon Van Goens het beleid op Ceylon voor een groot deel hadden kunnen bepalen.
In 1680 werd een andere zoon van Van Goens, Volckert van Goens (1644-1690), afgezet vanwege ongeoorloofde privéhandel vier jaar eerder. en vestigde zich in Schiedam. Ook Rijcklof van Goens de Jonge besloot toen met de retourvloot terug naar Nederland te gaan.
Van Goens raakte geïsoleerd binnen de Raad, tegenover een factie geleid door de directeur-generaal Speelman, die terug wilde naar een puur commercieel beleid gericht op de handel in kaneel en olifanten, en vrede met Raja Singha. In de laatste maanden van 1681 weigerde hij nog vergaderingen bij te wonen als het over Ceylon ging.

## Einde carrière
In 1679 vroeg Van Goens ontslag - hij was ziek - maar het zou nog twee jaar duren voor hij kon vertrekken (november 1681).  Van Goens stuurde een schrijver naar Georg Everhard Rumphius om zijn geschiedenis van Ambon en botanische studie af te maken. Van Goens kreeg in december 1679 een Chinees gezantschap op bezoek, maar weigerde zijn hoed af te nemen. De keizer verzocht om twintig schepen, voorzien van dappere soldaten om een aanval te doen op Formosa. Het verzoek werd door Van Goens afgewezen. Na zeven maanden vertrokken de Chinezen en kregen een afscheidsmaal aangeboden in een bamboeloods die met groente was behangen.
Van Goens had een Chinese arts meegenomen op zijn terugreis; hij verbleef twee maanden aan de Tafelbaai. In de Kaapkolonie voerde hij besprekingen met Simon van der Stel, een indo met grote interesse in botanie en wijnbouw, die op vraag van Gaspar Fagel en Joan Huydecoper van Maarsseveen was begonnen met de aanplant in de VOC-tuin op Kaap de Goede Hoop van kaneel-, kruidnagel en kamferboompjes, om te acclimatiseren, alvorens naar Nederland te worden verscheept. Van Goens kwam eind augustus 1682 op Texel aan. Hij overleed op 14 november in Amsterdam, maar werd begraven in de Kloosterkerk in Den Haag. De burgemeesters van Amsterdam (dat wil zeggen Joan Huydecoper) wilden niet dat hij in Amsterdam begraven werd.

## Rijcklof van Goens de Jonge
Een zoon van Rijcklof van Goens, Rijcklof van Goens de Jonge (Batavia, 11 juni 1642 - op zee, 14 mei 1687) trad in de voetsporen van zijn vader. Hij werd in Batavia geboren, en op vierjarige leeftijd naar Holland gestuurd voor een opvoeding en opleiding. Na vanaf 1657 vooral op Ceylon carrière te hebben gemaakt werd hij in 1670 aangesteld als gouverneur van Ceylon. Pas in 1675 ging hij deze post daadwerkelijk vervullen, en volgde daarmee zijn vader op.

## Werk
- WEVER, D. DE (1995) Rijklof van Goens; Javaense Reyse. De bezoeken van een VOC-gezant aan het hof van Mataram 1648-1654. Terra Incognita.[22]

- Bibliothèque nationale de France: cb14554061s (data)
- Biografisch Portaal: 16008847
- Digitale Bibliotheek voor de Nederlandse Letteren: goen004
- Gemeinsame Normdatei: 140124012
- International Standard Name Identifier: 0000 0000 8106 4209
- Library of Congress Control Number: nr95027311
- Nationale Bibliotheek van Tsjechië: jo20231189323
- Nederlandse Thesaurus van Auteursnamen: 073647071
- Trove: 980658
- Virtual International Authority File: 27306413
- WorldCat: E39PBJrwRQTy96RhjXjYcj3vpP

Gouverneur-generaal van de VOC

Both · 
Gerard Reynst · 
Reael · 
Coen · 
Carpentier · 
Coen · 
Specx · 
Brouwer · 
Van Diemen · 
Van der Lijn · 
Carel Reyniersz · 
Maetsuycker · 
Rijcklof van Goens · 
Speelman · 
Camphuys · 
Van Outhoorn · 
Van Hoorn · 
Van Riebeeck · 
Van Swol · 
Zwaardecroon · 
De Haan · 
Durven · 
Van Cloon · 
Patras · 
Valckenier · 
Thedens · 
Van Imhoff · 
Mossel · 
Van der Parra · 
Van Riemsdijk · 
De Klerk · 
Alting

 

Gouverneur-generaal van staatswege

Van Overstraten · 
Siberg · 
Wiese · 
Daendels · 
(Britse interventie: Raffles en Fendall) · 
Van der Capellen · 
De Kock · 
Du Bus de Gisignies · 
Van den Bosch · 
Baud · 
De Eerens · 
Van Hogendorp · 
Merkus · 
Jan Reijnst · 
Rochussen · 
Duymaer van Twist · 
Pahud · 
Prins · 
Sloet van de Beele · 
Prins · 
Mijer · 
Loudon · 
Van Lansberge · 
s'Jacob · 
Van Rees · 
Pijnacker Hordijk · 
Van der Wijck · 
Rooseboom · 
Van Heutsz · 
Idenburg · 
Van Limburg Stirum · 
Fock · 
De Graeff · 
De Jonge · 
Tjarda van Starkenborgh Stachouwer